# 艾塔娜·邦马蒂
艾塔娜·邦马蒂·孔卡（1998年1月18日—）是西班牙加泰罗尼亚职业女子足球运动员，兩屆女子金球獎（2023年、2024年）及世界足球小姐得主（2023年、2024年），司职中场，現效力巴塞罗那足球俱乐部，2017年時入選西班牙國家女子足球隊。
2012年時，邦马蒂加盟巴塞罗那女子B隊，并在拉瑪西亞培訓了六年。她在2016-17赛季開始前成爲巴塞罗那足球俱乐部女队隊員，并在比賽中替补出场。2019年，她是欧洲女子冠军联赛决赛的首发球员，這也是巴塞罗那足球俱乐部女队历史上首次参加欧洲女子冠军联赛决赛。邦马蒂在同年被評爲加泰罗尼亚年度最佳球员。2020-21赛季，巴塞罗那足球俱乐部女队赢得欧洲三冠王，其中邦马蒂起到了至关重要的作用。她在2021年欧洲女子冠军联赛决赛中打进了巴塞罗那足球俱乐部女队的第三个进球，并被评为决赛的最有价值球员。
邦马蒂曾两次赢得欧洲女子U-17和U-19青年锦标赛冠军，并两次在FIFA女子青年世界杯（2014年國際足協U-17女子世界盃、2018年國際足協女子U-20世界盃）上获得亚军。2017年入選西班牙國家女子足球隊，并隨隊參加2019年國際足協女子世界盃和2023年國際足協女子世界盃，并于2022年随队赢得冠军，同时荣膺当届世界杯最佳球员。

## 早年
邦马蒂出生于一个农民家庭，家里并不是与城市一样富裕，但是在16岁时接触足球并离开家乡前往附近的足球学校学习。她後被邀请到巴萨的预备队，于2016年正式代表巴萨成年队，并于2017年首次代表加泰罗尼亚女队出战。那几年，她的进球数超越了蒙特塞·托梅，并被评为巴萨最佳射手。

## 职业生涯

#### 巴塞罗那
邦马蒂进入巴萨后，随队完成国王杯九连霸，并与奇姆肯特、格拉斯哥城、利勒斯特罗姆及拜仁慕尼黑等劲旅鏖战。她帮助球队首次打入欧冠决赛并在2021年夺得三冠王。尽管2022年卫冕未果，2023年依旧表现出色。

#### 国家队
邦马蒂于2019年首次入选西班牙国家队，并随队参加了2019年國際足協女子世界盃及2023年國際足協女子世界盃，帮助球队夺冠并荣膺世界杯最佳球员及金球奖。她随后再次获得金球奖大奖。

## 家庭背景
她的父母是加泰罗尼亚语言与文学教师，从小就培养了她对阅读的热爱。
她的父母参与了推动放弃西班牙传统命名习惯（即父姓优先）的运动，但在邦马蒂出生时仍无法合法实行。
她的母亲最初以单亲身份为她登记，在生命最初两年里，她被称为艾塔娜·邦马蒂·吉多内特（Aitana Bonmatí Guidonet）。在此期间，她的父母发起运动并向议会提出申请要求更改邦马蒂的姓名，
并咨询了伊玛·马约尔（Imma Mayol）和法律专家的建议。
1999年5月，当西班牙即将修改相关法律时，罗莎·邦马蒂曾在《Bon dia, Catalunya》节目中公开为该提案辩护。
法律于1999年末修改，并于2000年初生效；邦马蒂成为西班牙首批以母姓作为第一姓氏、父姓（Conca）作为第二姓氏的人之一。
2023年，邦马蒂向父母致敬，表示：“你们为改变而战，并取得了成功，我在血液里继承了这份抗争与坚韧。”
她的父亲来自瓦伦西亚，是加泰罗尼亚地区独派政党“土地防卫运动”（Moviment de Defensa de la Terra, MDT）的成员，据报也是加泰罗尼亚民族主义武装组织“自由之地”（Terra Lliure）的成员；
他在1992年巴塞罗那奥运会前的“加尔松行动”（Operació Garzón）中被捕并据称遭受酷刑。最终被无罪释放，他与其他人一同使西班牙国家在欧洲人权法院被判违反《禁止酷刑公约》。
由于她的家庭持有马克思主义和加泰罗尼亚独立主张，邦马蒂经常受到来自西班牙民族主义者的批评。

## 与瓜迪奥拉的关系
邦马蒂与佩普·瓜迪奥拉因其加泰罗尼亚血统和足球理念而彼此欣赏。在一部由加泰罗尼亚电视台TV3制作的邦马蒂纪录片中，两人展开了一场对话，讨论了各自未来的职业发展。邦马蒂表示，她有兴趣未来担任巴塞罗那俱乐部的体育总监。瓜迪奥拉则幽默回应称，若他回归俱乐部担任主席，就会任命她担任该职位。他还指出，邦马蒂具备出色的领导能力和深刻的比赛理解力，未来也可能成为一名教练。
瓜迪奥拉还曾公开称赞邦马蒂的踢球风格，将她比作安德烈斯·伊涅斯塔，并表示自己“完全爱上了她的踢球方式”。

## 球衣号码及对约翰·克鲁伊夫的致敬
邦马蒂穿着14号球衣，以致敬荷兰传奇球员约翰·克鲁伊夫。尽管克鲁伊夫在巴塞罗那俱乐部穿的是9号球衣，但他在荷兰国家队时使用14号，使这个号码成为象征性的标志，代表着他的比赛哲学和创新风格。
邦马蒂起初偏爱10号，但在代表加泰罗尼亚国家队时穿上了14号，并逐渐将其视为个人标志。她还在自传《El meu nom és Aitana》中以14章结构致敬克鲁伊夫。
2024年9月，她与巴塞罗那俱乐部续约至2028年，俱乐部于14:14（即下午2点14分）在官网发布公告，再次强调她与14号的象征性联系。

## 外部連結
- 艾塔娜·邦马蒂－UEFA國際賽競賽紀錄
- 巴塞罗那的艾塔娜·邦马蒂 （页面存档备份，存于）
- Soccerway資料庫：艾塔娜·邦马蒂
- 艾塔娜·邦马蒂的Instagram帳戶